# The Cooper Brothers
The Cooper Brothers is een Canadese southern rock-band uit Ottawa.

## Bezetting
Oprichters
- Brian Cooper (basgitaar, leadzang, zangarrangementen)
- Richard Cooper (elektrische/akoustische gitaar, leadzang)
- Terry King (steelgitaar, leadzang, zangarrangementen)

The Cooper Brothers
- Don Bregg (leadzang)
- Richard Cooper (elektrische/akoustische gitaar, leadzang)
- Terry King (steelgitaar, leadzang, zangarrangementen)
- Al Serwa (keyboards, achtergrondzang)
- Brian Cooper (basgitaar, leadzang, zangarrangementen)
- Glen Bell (drums, achtergrondzang, percussie)
- Darryl Alguire (percussie, harmonische zang)

Extra bezetting
- Topher Stott (percussie)
- John Saunders (banjo)
- Lenny Solomon (viool)
- Charles Robertson (fluit)
- Al Briscoe (dobro)
- Keith Jollimore (saxofoon)
- Gloves McGuinty (piano)

## Geschiedenis
De band werd geformeerd in 1974 en publiceerde meerdere singles onder productieleiding van Les Emmerson (van de Canadese rockband The Five Man Electrical Band). De band had enkele vroege regionale successen met de nummers Finally (With You) en Miss Lonelyhearts bij Polydor. Echter voordat ze tekenden bij Capricorn Records met producent Gary Cape, kwamen ze niet voor in de hitlijst in de Verenigde Staten en hadden ze niet echt succes.
A;;an Serwa en Don Bregg, die zong bij alle hits van The Cooper Brothers formeerden de band Sine, ook geproduceerd door Gary Cape, en namen hun eerste album op in 1980. Omdat veel platenlabels toentertijd failliet gingen, werd het album nooit uitgebracht.

### De jaren 1970 en 1980
De band kreeg pas aandacht in de zomer van 1978 toen ze tekenden bij Capricorn Records en producent Gary Cape. Het label produceerde meerdere van de meest populaire southern rock-acts van deze tijd zoals The Allman Brothers Band, The Marshall Tucker Band, Wet Willie en Elvin Bishop. Tijdens de volgende jaren brachten The Cooper Brothers twee albums uit: het gelijknamige The Cooper Brothers en Pitfalls of the Ballroom. Beide albums verkochten goed en de singles The Dream Never Dies, Show Some Emotion en I’ll Know Her When I See Her haalden allen de Billboard Hot 100. In 2006 tekende de band bij EMI Records.
Onder hun vele aanzienlijke eerbewijzen werden The Cooper Brothers in gekozen tot de «Best New Group» in 1978, de «Best MOR Group» in 1979 en de «Best Overall Group» in 1980 door de Canadian Contemporary Music Programmers. In 1980 verdiende The Dream Never Dies een ASCAP-award voor een van de meest vertolkte songs op de Amerikaanse radio. De song werd later opgenomen door meerdere artiesten, waaronder Bill Anderson en Juice Newton en werd ook de titelsong voor een documentaire over het nationale skiteam van Canada.
Op het hoogtepunt van hun carrière toerde de band intensief door Noord-Amerika en openden bij The Doobie Brothers, Black Oak Arkansas, Joe Cocker, Charlie Daniels, Atlanta Rhythm Section, McGuinn, Clark & Hillman en Seals & Crofts. Als toevoeging werkte de band met sommige productieve muzikanten van de dag als Chuck Leavell, die speelde op het nummer Ridin' High.
Ondanks hun succes werd de band eind 1980 geconfronteerd met een opvallende omzetting, toen Capricorn Records stopte. De band echter wilde nog eens de studio ingaan met Cape als producent, maar de band werd nu versterkt met Les Emmerson. Het album Learning to Live With It werd geproduceerd, maar had slechts een bescheiden succes. Met de ervaring en deskundigheid van Emmerson produceerden The Cooper Brothers hun laatste album Reach for the Sky, dat echter niet werd uitgebracht. De bandleden gingen daarna elk hun eigen weg in 1983.

### De jaren 2000
In oktober 2006 kwamen The Cooper Brothers weer samen om de cd-collectie The Best of the Cooper Brothers uit te brengen met hun meest populaire nummers bij EMI Music/Pacemaker. De band trad voor de eerste keer na twintig jaar op op het podium, hetgeen leidde tot een aantal uitverkochte liveconcerten door zuidelijk Ontario, met inbegrip van een Ottawa Bluesfest concert als opening voor James Taylor voor een mensenmassa van meer dan 25.000 toeschouwers. Deze ervaring wakkerde Richard Coopers inspiratie weer aan en hij begon weer met het schrijven van songs. Voorlopig hadden de broers genoeg materiaal voor een nieuw album en benaderden de gerespecteerde muzikant/producent en oude vriend Colin Linden.
In september 2009 met Colin aan het roer, gingen de broers naar de Masterlink Studios in Nashville om op te nemen met de sessiemuzikanten Audley Freed (Black Crowes, Jacob Dylan, The Dixie Chicks), Dan Dugmore (Linda Ronstadt, James Taylor), Kevin McKendree (Brian Setzer, Lee Roy Parnell), Lynn Williams (John Hiatt, Delbert McClinton) en Steve Mackay (Trisha Yearwood). Terug in Ottawa en Toronto, werd de cd gemixt in Los Angeles door John Whynot.
In februari 2010 werd het nieuwe album In From the Cold uitgebracht met 12 nieuwe songs. Het album bevatte ook een aantal gastartiesten, waaronder Blue Rodeo's Jim Cuddy, Delbert McClinton en Chuck Leavell. In juni 2013 brachten ze Southbound uit, dat was opgenomen in de Tragically Hip's studio in Bath (Ontario) en was geproduceerd door Colin Cripps (Blue Rodeo, Crash Vegas).
De huidige liveband-bezetting Ed Bimm, Rob Holtz, Jeff Rogers, Darwin Demers en John Steel speelden en zongen allen bij elk nummer. Andere sessiemuzikanten zijn Gary Craig (Anne Murray/Tom Cochrane/Jann Arden), Peter Fredette (Kim Mitchell), Topher Stott (Jarvis Church/Jerome Godboo) en gitaargrootheid Carey Blackwell. De cd bevatte elf nieuwe, door Cooper geschreven nummers, waaronder de eerste single Southbound, een schertsende kijk op de liefde/haat-verhouding van de band met de Canadese winters. Andere opmerkelijke songs zijn Love's Been a Stranger, een duet van Brian en Juno Awards-winnaar Kellylee Evans, evenals Maybe This is the Night en Bridges.
The Cooper Brothers werkten ook aan een nieuw album, dat zou worden uitgebracht in 2015, voorzichtig getiteld: RADIO SILENCE.